# Nombre de Dios

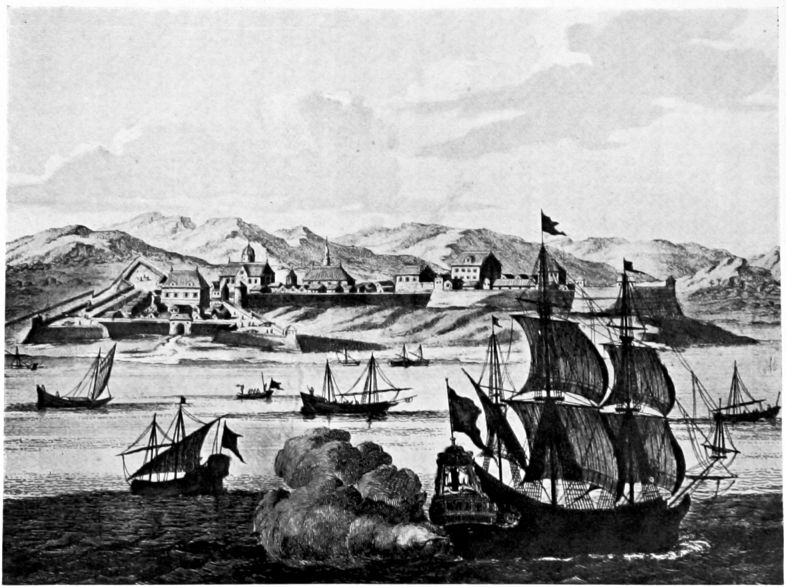
Obec Nombre de Dios na malbě ze 17. století.

Nombre de Dios (česky Boží jméno) je obec na karibském pobřeží Panamy. Byla založena Diegem de Nicuesou již v roce 1510, patří k nejstarším evropským sídlům na americkém kontinentě. Jednalo se o první přístav, který využívali španělští conquistadoři a kolonisté pro obchodní účely. Sloužil jako místo nakládky a vykládky zboží a materiálu na karibské straně Panamské šíje. Zboží a materiál původem z And, ale i Filipín, se na lodích dopravovaly do Ciudad de Panamá (pobřeží Tichého oceánu). Tam musel být náklad z lodí vyložen a následně se musel přepravit přes Panamskou šíji právě do Nombre de Dios, odkud další lodě vyplouvaly do evropského Španělska.
Nombre de Dios bylo obklopeno močály, na místě nevhodném pro opevnění. Kvůli tomu postupně ztrácelo na významu. Od roku 1600 Španělé začali využívat nový přístav na karibském pobřeží, který poskytovat lepší podmínky pro kotvení lodí i jejich obranu - Portobelo.

## Související hesla
- Koloniální mezioceánské stezky v Panamě